# Regolo (Perledo)
Regolo (Regul in dialetto lecchese locale) è una frazione del comune di Perledo.
Il territorio è prossimo al centro abitato di Perledo e alle frazioni di Olivedo, Campallo, Gittana con cui confina.
La frazione di Regolo dista meno di un chilometro dal municipio di Perledo.
La chiesa importante è quella dedicata a san Giovanni Battista. Sul sentiero del Viandante, che attraverso l'abitato da Sud a Nord, si trova anche il Santuario della Beata Vergine di Caravaggio.